# 唐·弗雷泽
唐·弗雷泽 AC MBE（1937年9月4日—），澳大利亚女子游泳运动员。她曾代表澳大利亚参加1956年、1960年和1964年夏季奥林匹克运动会游泳比赛，获得四枚金牌和四枚银牌。